# Grand Lake Provincial Park
Grand Lake Provincial Park är en provinspark i provinsen New Brunswick i Kanada. Den ligger vid sjön Grand Lake i Queens County. Parken stängdes 2002, men parkens badplats öppnades 2008, och sedan 2013 hyrs parken ut till ett företag som driver den som campingplats.